# Letteratura in Interlingua
La letteratura in Interlingua è la raccolta di opere scritte in questa lingua artificiale.
Gode aveva una concezione estremamente limitata riguardo ai possibili o desiderabili ambiti di utilizzo per l'Interlingua. Il suo lascito consiste principalmente in diverse centinaia di riassunti in Interlingua di articoli scientifici degli anni 1950 e 1960, e due piccole raccolte di racconti... senza grande valore letterario. Le prime opere scritte in Interlingua furono libri per imparare la lingua, come l'Interlingua-English Dictionary e A Brief Grammar of Interlingua for Readers, entrambi pubblicati nel 1954. Questi furono accompagnati nel 1954 da Interlingua a Prime Vista e, un anno dopo, da Interlingua: A Grammar of the International Language, questa volta scritta da Gode e Blair.
Già nel 1960, Eric Ahlström iniziò a tradurre e a curare opuscoli di letteratura fiction nella sua serie Scriptores scandinave in INTERLINGUA: Episodio con perspectiva (Harald Herdal, 1960); Un desertor (Bo Bergman, 1961); e Le nove vestimentos del imperator (H.C. Andersen, 1961).
Uno degli autori più prolifici in Interlingua fu lo svedese Sven Collberg (1919–2003). La sua prima pubblicazione in Interlingua, Alicubi-Alterubi, fu un opuscolo di 18 poesie originali. Nello stesso anno, pubblicò Cunate tu es a mi mar, un libro di 100 poesie tradotte da lingue di tutto il mondo e da poesie che spaziano dal passato fino alla sua epoca. Altri suoi lavori includono Inter le stellas (1975), Le prince e altere sonetos (1977), Lilios, Robores (1979), Prosa (1980), e Versos grec (1987).
Negli anni 1970, Carolo Salicto pubblicò Volo asymptotic (1970), una raccolta di poesie originali e due traduzioni. Celestina le gallina del vicina e Hannibalo le gallo del vicino furono pubblicati nel 1971. Sette racconti, sempre di H.C. Andersen, furono tradotti nel 1975. Sempre in questa decade, Alexander Gode pubblicò Un dozena de breve contos (1975), e Sven Collberg pubblicò la traduzione della precedente opera Inter le stellas, un lavoro di Casemir Wishlace.
Alexander Gode pubblicò Dece Contos nel 1983.
Negli anni 1990, si trovano molte traduzioni, come Le familia del antiquario di Carlo Goldoni, tradotto nel 1993, e Le Albergatrice, dello stesso autore, tradotto due anni dopo. Altri lavori tradotti in questa decade includono Contos e historias di H.C. Andersen (tradotto nel 1995) e Le pelegrinage de Christiano di John Bunyan (1994).
Vicente Costalago pubblicò la novella originale Juliade nel 2022, seguita da Poemas, pubblicata anch'essa nello stesso anno. Kilglan, dello stesso autore, fu pubblicato nel 2023.
Nel numero 46 di Posta Mundi, di marzo 2025, Eduardo Ortega, noto anche come Le Canario Interlinguista, pubblicò Sonetto del depression ("Sonetto della depressione"), dove apparve anche Ad su prude dama ("Alla sua signora timida") di Andrew Marvell, tradotto da Martin Lavallée, che tradusse anche Le Albatros ("L'Albatros") di Charles Baudelaire.

### Opere originali
- Breinstrup, Thomas (2013) Mysterios in Mexico - un novella criminal
- Costalago, Vicente (2020) Le dece-duo travalios de Heracles
- Costalago, Vicente (2022) Juliade
- Costalago, Vicente (2022) Poemas
- Hak, Esbern (1996) Paletta: dece-duo novellas original
- Scriptor, Marcus (2015) Le polyglotto involuntari e altere contos
- Soreto, Carlos (2020) Anthologia Litterari
- Costalago, Vicente (2023) Kilglan

### Traduzioni[3]
- Andersen, H. C. (1975) Septe contos
- Andersen, H. C. (1995) Contos e historias
- Andersen, H.C. (1961) Le nove vestimentos del imperator
- Baldwin, James (2022) Robinson Crusoe scribite de novo pro infantes
- Bang, Herman (1994) Tres novellas
- Arseneault, Daniel (2023) Le torno del mundo in octanta dies
- Bunyan, John (1994) Le pelegrinage de Christiano
- Buzzati, Dino (1992) Tres novellas
- Collberg, Sven (1975) Alicubi, alterubi
- Collberg, Sven (1977) Le Prince e altere sonettos
- Collberg, Sven (1978) Pandora. Scenas mythic in interlingua
- Collberg, Sven (1980) Prosa Pensatas breve e longe in interlingua
- Collodi, Carlo (2018) Pinocchio
- Daudet, Alphonse (2013) Litteras de mi molino
- Doyle, Arthur Conan (2014) Le grande experimento de Keinplatz
- Enfors, Erik (2020) Tres contos per Selma Lagerlöf

- Frank, Sven (2012) Contos in Interlingua
- Gibran, Khalil (2019) Le Propheta
- Gode, Alexander (1983) Dece Contos, Beekbergen.
- Goldoni, Carlo (1995) Le Albergatrice
- Goldoni, Carlo (1993) Le familia del antiquario
- Le Fanu, Joseph Sheridan (2015) Contos de phantasmas
- Leblanc, Maurice (2014) Arsène Lupin - le fur gentilhomine
- Leroux, Gaston (2014) Duo historias terrificante
- Macovei, Toma (2019) Ab le auro spiritual del scena e del schermo II
- Notarstefano, Italo (2019) Facile contos 1 – contos del humor
- Notarstefano, Italo (2019) Facile contos 2 – contos del mysteri
- Poe, Edgar Allan (2013) Le Barril de Amontillado, traducite per Patricio Negrete
- Poe, Edgar Allan (2013) Le homicidios in le Rue Morgue
- Quiroga, Horacio (2013) Contos del foreste
- Söderberg, Hjalmar (2012) Le joco seriose
- Tchekhov, Anton (2006) 11 contos

## Riferimenti
1. ↑  Dece contos (Alexander Gode-von Aesch)
2. 1 2 3  Posta Mundi 46
3. ↑  La data è quella in cui è stato pubblicato il testo di Interlingua